# Portrait d'homme (Bellini)
Ne doit pas être confondu avec Portrait d'homme (Bellini, Louvre).
Le Portrait d'homme (en italien, Ritratto d'uomo) est une peinture à l'huile sur panneau de 31 × 26 cm  réalisée par Giovanni Bellini et datant des années  1490. Elle est conservée au musée des Offices à Florence.

## Histoire
La peinture est mentionnée pour la première fois dans les inventaires de 1753 comme un autoportrait du peintre. L'identification se base uniquement sur une similarité, limitée à quelques éléments, avec le panneau du même artiste conservé aux musées du Capitole à Rome.

## Description
Le portrait reprend la mode en vogue dans les dernières décennies du XVe siècle, à savoir les personnages de trois-quarts représentés en buste derrière un parapet, où, comme ici, est placée la signature du peintre (IOANNES BELLINVS). L'œuvre témoigne de la reprise des contacts entre Flamands et Italiens à la fin du siècle, avec de fortes similitudes avec l'œuvre de Hans Memling.
Le sujet est un jeune homme d'environ trente ans, les cheveux épais, et vêtu à la mode. Il porte une robe noire et une coiffe de la même couleur, ce qui atteste sa position socialement dominante, car il s'agissait d'une des couleurs de tissus les plus chères à l'époque. Le visage est calme et imperturbable, comme dans les autres œuvres de l'artiste.
Le ciel nuageux en arrière-plan, identique à celui de l'autoportrait de la Pinacothèque Capitoline, s'adapte chromatiquement au portrait.

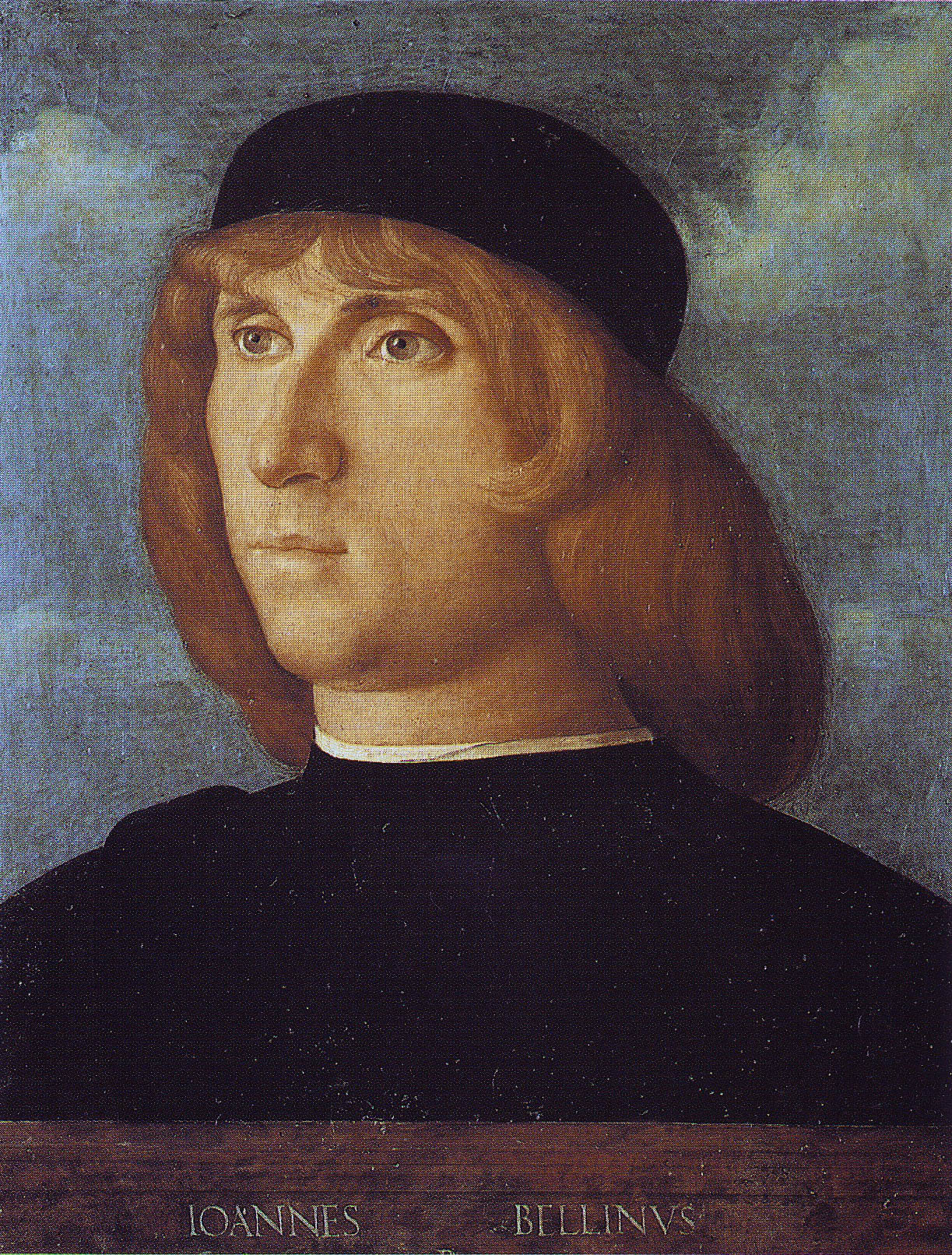
Autoportrait de Giovanni Bellini, Pinacothèque Capitoline, Rome
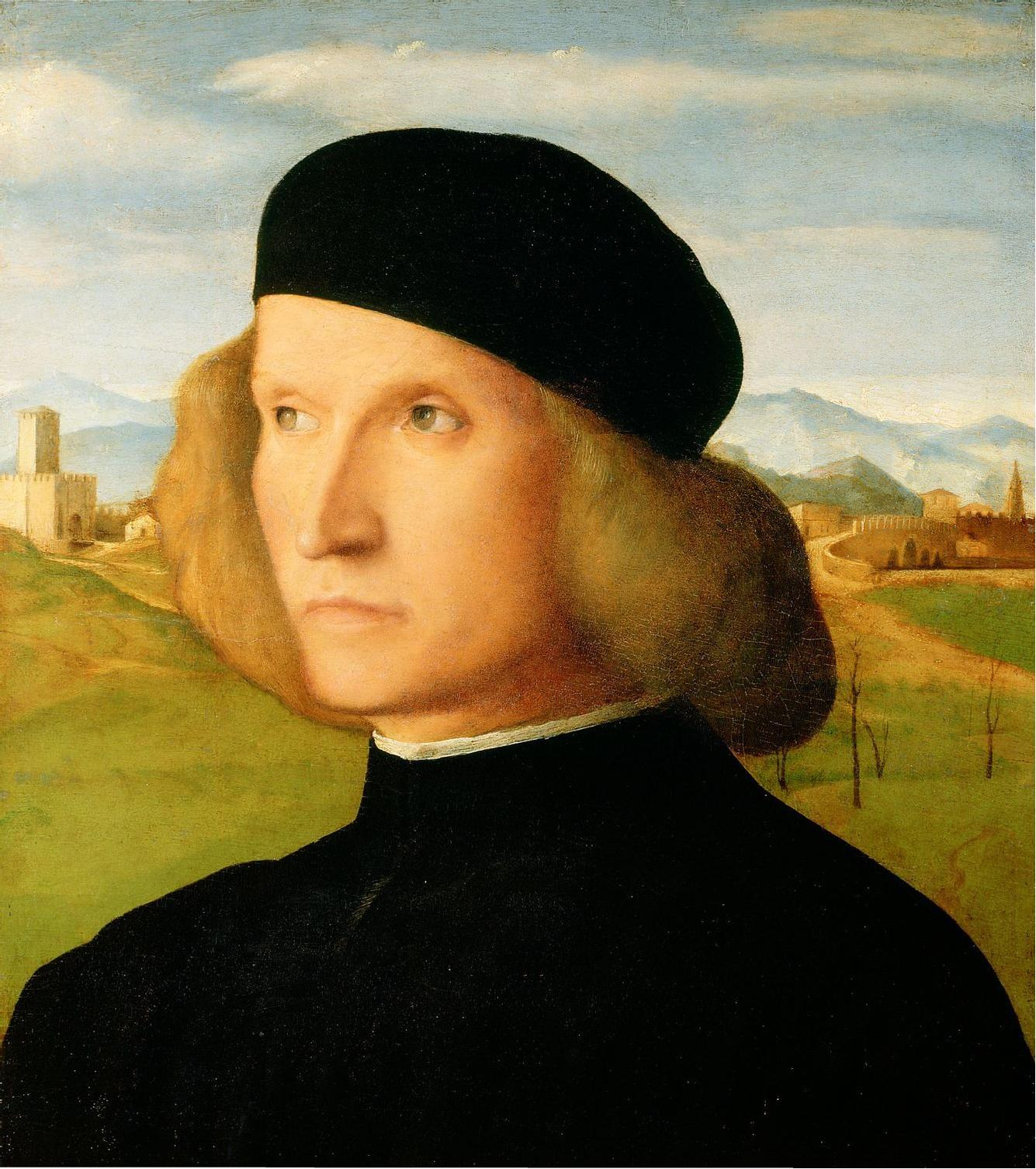
Portrait d'un homme, Hampton Court